# 장자겸
장자겸(張子謙, ? ~ ?)은 중국 후한 말의 정치가로, 기주(冀州) 사람이다.

## 생애
원상(袁尙)을 섬겼다.
건안(建安) 9년(204년) 8월, 원상의 막료 심배(審配)는 업(鄴)을 수비하였으나 조조(曹操)에게 함락당하였고 자신은 생포되어 조조의 심문을 받았다.
장자겸은 평소 심배와 사이가 좋지 않았고, 이미 조조에게 항복하였다. 장자겸은 심배에게 "정남(正南 : 심배의 자), 그대도 나와 같이 하는 것이 어떻겠소?"라고 말하며 항복을 권하였으나, 심배는 이를 단호히 거절하고 조조에게 죽었다.